# Same Trailer Different Park
Same Trailer Different Park è il primo album in studio, il primo per una major, della cantautrice statunitense Kacey Musgraves. Il disco è stato pubblicato nel 2013.
Nell'ambito dei Grammy Awards 2014 ha vinto il premio come "miglior album country".

## Tracce
1. Silver Lining – 3:50
2. My House – 2:42
3. Merry Go 'Round – 3:28
4. Dandelion – 3:04
5. Blowin' Smoke – 3:08
6. I Miss You – 3:50
7. Step Off – 3:03
8. Back on the Map – 4:06
9. Keep It to Yourself – 3:17
10. Stupid – 2:38
11. Follow Your Arrow – 3:21
12. It Is What It Is – 3:46